# Sigmatomera aequinoctialis
Sigmatomera aequinoctialis är en tvåvingeart som beskrevs av Alexander 1937. Sigmatomera aequinoctialis ingår i släktet Sigmatomera och familjen småharkrankar.
Artens utbredningsområde är Ecuador. Inga underarter finns listade i Catalogue of Life.